# Chlaenius lithophilus
Chlaenius lithophilus är en skalbaggsart som beskrevs av Thomas Say. Chlaenius lithophilus ingår i släktet Chlaenius och familjen jordlöpare. Inga underarter finns listade i Catalogue of Life.